# Complot papista

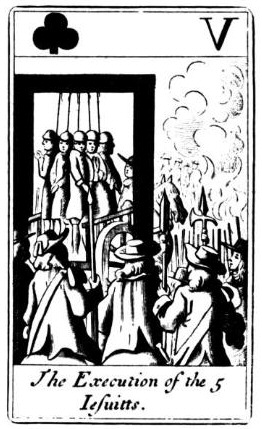
La ejecución de los cinco jesuitas en la carta de una baraja de 1849.

El falso complot papista (en inglés: Popish Plot) también conocido como el Complot de Oates, fue una acusación falsa contra miembros de la Iglesia católica de Inglaterra a quienes se les atribuyó una conspiración para asesinar al rey Carlos II de Inglaterra, y que tuvo como consecuencia de ello, al menos veinticuatro mártires católicos fueran ejecutados. 

## Historia
En 1678, un eclesiástico anglicano corrupto, de nombre Titus Oates, concibió y anunció que había descubierto un "complot papista" que pretendía asesinar al rey Carlos II de Inglaterra y reemplazarlo por Jacobo II, su hermano de confesión católica. La mayoría de las sectas protestantes ofrecieron en reacción su apoyo a los whigs anglicanos que consiguieron la mayoría de los escaños en la Cámara de los Comunes. 
A consecuencia de que el magistrado Sir Edmund Berry Godfrey fue asesinado, y el hecho fue relacionado con el complot, la capital inglesa y el país enloquecieron de odio y miedo culpando a los supuestos papistas católicos y logrando un estado de sitio en ciertas zonas. Las cárceles fueron llenadas por presos católicos. Se realizaron juicios con testigos de mala reputación. A los presos se les negó toda asistencia hasta lograr su condena. 24 hombres fueron ejecutados por estar relacionados con el falso complot, entre el 3 de diciembre de 1679 hasta el 11 de julio de 1681, ejecutados en 15 fechas distintas. 
En 1679, los Whigs adoptaron la Exclusion Bill con el fin de impedir el acceso de Jacobo al trono, pero la ley fue rechazada por la Cámara de los Lores.
Las declaraciones y calumnias de Oates, pueden leerse en su "True and Exact Narrative of the Horrid Plot and Conspiracy of the Popish Party against the Life of His Sacred Majesty, the Government and the Protestant Religion, etc. published by the Order of the Right Honorable the Lords Spiritual and Temporal in Parliament assembled".
En contraste, éstas declaraciones y la situación fueron calificadas por católicos y algunos protestantes como “monstruosamente ridículas que ofrecían una afrenta intolerable a la comprensión de cualquier hombre”.

## Los mártires
17 Religiosos ya sean benedictinos, franciscanos, jesuitas y sacerdotes fueron ejecutados en diferentes fechas y lugares, así: Thomas Pickering OSB; 8 jesuitas: William Ireland, entre ellos Thomas Whitbread, superior de la Compañía de Jesús, y los también jesuitas John Gavan, John Fenwick, William Harcourt y Anthony Turner, ahorcados en Tyburn el 30 de junio de 1679 2 franciscanos: Charles Mahoney y John Wall; 5 sacerdotes: William Howard, Nicholas Postgate, John Plessington, John Lloyd (gales), John Kemble, y el Arzobispo Oliver Plunkett (11 de julio de 1981).
Adicionalmente 7 Laicos fueron ejecutados: Edward Coleman (3 de diciembre de 1678), John Grove, Robert Green, Lawrence Hill, Henry Berry, Richard Langhrone y Thomas Thwing, Vizconde Stafford. 

## Beatificación y canonización
Estos mártires forman parte de los 600 diferentes mártires católicos en el Reino unido, para los cuales les fue solicitada su beatificación. Así encontramos diferentes grupos como los Mártires de Oaten Hill, Cuarenta mártires de Inglaterra y Gales, Ocho mártires de Londres (1588).
De los 24 mártires por la falsa conspiración, 17 mártires fueron beatificados y 7 más, fueron canonizados; Eduardo Coleman fue canonizado por Pío XI el 15 dic 1929 y 6 más el 25 de octubre de 1970 por Paulo VI.
Titus Oates, en 1680, fue encarcelado por perjurio, y al tiempo salió de la cárcel. En 1690 fue acogido por los bautistas, pero pronto expulsado. En 1691 intentó otro complot fraudulento, pero sin resultados. Murió en Axe Yard el 12 de julio de 1705. 